# Howlin' Wolf
Pour les articles homonymes, voir Wolf.
Howlin’ Wolf, nom de scène de Chester Arthur Burnett, né le 10 juin 1910 à White Station près de West Point dans le Mississippi et mort le 10 janvier 1976 à Hines dans l'Illinois, est un chanteur, guitariste et compositeur américain de blues.
Il a connu différents sobriquets dans sa jeunesse comme Big Foot ou encore Bull Cow, liés à sa taille et à son corps massif. En effet, il chaussait du 53 et mesurait 1,92 m pour 124 kg.

## Biographie
Chester Arthur Burnett naît le 10 juin 1910 à White Station (en) près de West Point dans le Mississippi, de Dock et Gertrude Burnett, qui ont eu cinq autres enfants. Dès son plus jeune âge, il chante souvent dans l'église baptiste d'Aberdeen. Son prénom lui vient de Chester Alan Arthur, 21e président des États-Unis. Comme il refuse d'aider sa famille aux travaux de la ferme, il est chassé de la maison par sa mère, pour être confié à un de ses oncles. Chester est maltraité par cet oncle et, à treize ans, il fugue pour rejoindre son père à Ruleville. Là, tous les deux travaillent dans une plantation ainsi qu'à Drew et Doddsville. Chester aide alors son père à s'occuper des plantations de coton ou de maïs.
Un peu avant ses dix-huit ans, il rencontre Charley Patton qui travaille dans une plantation voisine et qui l'initie à la guitare,. Dès lors, il fréquente de nombreux bluesmen dans ces années 1920-1930, comme Dick Bankston, Nathan Scott et Jim Holloway et il écoute des disques de Blind Lemon Jefferson. C'est durant cette période qu'il prend le surnom de Howlin' Wolf, après avoir été aussi surnommé Bull Cow ou Big Foot . Il s'explique ainsi sur les origines de son nom de scène, qui veut dire Loup Hurlant :

« Ce nom est inspiré par mon grand-père, qui me racontait souvent des histoires de loups dans cette partie du pays. Il me prévenait que les loups m'attraperaient si je n'étais pas sage. »

Au cours des années 1930, il apprend aussi l'harmonica auprès de Sonny Boy Williamson II, le mari de sa demi-sœur, et voyage avec d'autres musiciens de blues tels que Robert Johnson, Johnny Shines, Honeyboy Edwards, Robert Junior Lockwood et Son House. C'est à la même époque qu'il se marie pour la première fois avec la sœur de Willie Brown. Il se remarie plus tard avec Lillie Handley, avec qui il reste jusqu'à sa mort. En 1941, il est appelé sous les drapeaux, mais reste cantonné à Seattle, où il joue souvent pour les soldats, bien que cela ne l'enchante guère. Après la guerre, il retourne travailler dans les champs, pour finalement décider de se consacrer à la musique et former son propre groupe.
Il quitte bientôt le Mississippi pour l'Arkansas, où il devient DJ d'une radio locale, KWEM, à West Memphis, à partir de 1948. C'est là qu'il recrute les membres de son groupe, nommé The Houserockers : 
Willie Johnson (en) à la guitare, Bill Johnson au piano et Willie Steele aux percussions. Se succèdent ensuite les harmonicistes Little Junior Parker et James Cotton, ainsi que les guitaristes Matt Murphy et Pat Hare (en). Burnett abandonne la guitare acoustique pour la guitare électrique. Son groupe joue le plus souvent dans des bars clandestins ou des maisons closes.
En 1951, il est repéré par Ike Turner qui le présente à Sam Phillips, directeur du label Sun Records, ce qui permet à Howlin' Wolf d'enregistrer son premier titre Moanin' at Midnight, avec Ike Turner au piano. Ce disque est suivi de quelques autres, comme How Many More Years (avec encore Turner au piano), toujours chez Sun, bien que ce soit Chess Records qui distribue ce label. Moanin' at Midnight et How Many More Years sont des succès et se classent dans les hits-parades américains de rhythm and blues. À la fin de 1952, il déménage à Chicago. À partir de cette date, il enregistre de nombreux titres pour Chess, dont Evil et I'm the Wolf en 1954, Smokestack Lightning en 1956, Sittin' on Top of the World en 1957,. Willie Dixon, compositeur et arrangeur attitré de Chess, lui écrit également plusieurs titres qui rencontrent le succès et restent des classiques du blues : Wang dang doodle et Back Door Man en 1960, The Red Rooster et I Ain't Superstitious en 1961, etc. Dixon devient le contrebassiste du groupe de Howlin' Wolf, aux côtés de James Cotton et de Hubert Sumlin. Howlin' Wolf est alors l'un des trois plus importants joueurs de blues de la scène de Chicago,. Cependant, ses succès restent cantonnés aux États du Sud, alors que, dans ceux du Nord, ils sont ignorés. Ils atteignent malgré tout les côtes anglaises et font partie des influences de jeunes musiciens anglais comme les futurs membres des Rolling Stones ou des Yardbirds.

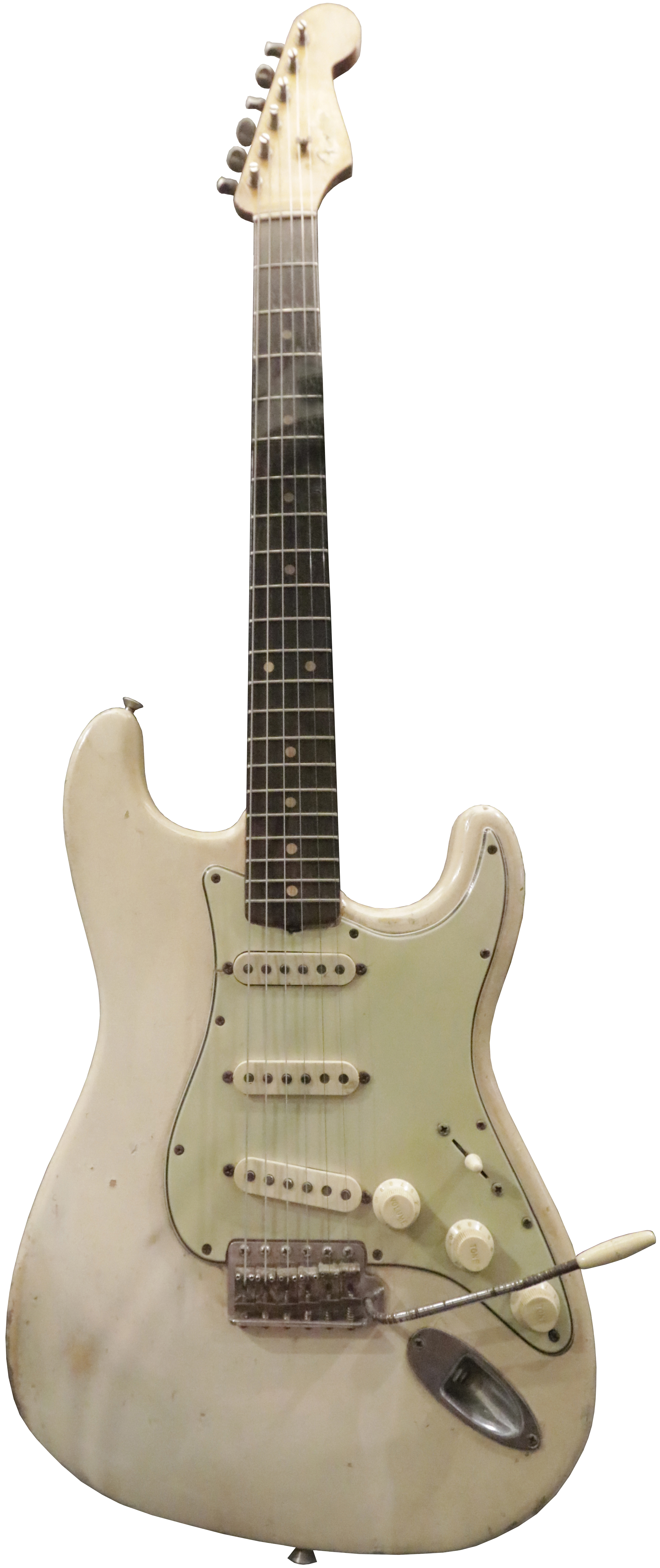
Guitare Fender Stratocaster 1963 ayant appartenu à Howlin' Wolf (Rock and Roll Hall of Fame à Cleveland (Ohio)).

Durant les années 1950 et 1960, il se produit régulièrement dans les clubs de Chicago, comme le Silvio's qui était, à l'époque, l'un des plus renommés. De 1961 à 1964, il participe à des tournées en Europe dans le cadre de l'American Folk Blues Festival, aux côtés de James Cotton et de Hubert Sumlin et, le 1er juillet 1962, il joue au premier International Jazz Festival au Washington Coliseum. En 1968, il participe au festival folk de l'université de Chicago. Ses années 1960 sont très riches avec de nombreux enregistrements, des concerts et des tournées américaines et européennes. Parmi les disques produits durant cette période, l'album London Howlin’ Wolf Sessions enregistré en 1971, témoigne de l'influence qu'Howlin' Wolf peut avoir sur les musiciens anglais de rock. En effet, Howlin' Wolf est accompagné d'Eric Clapton, Steve Winwood, Bill Wyman et Charlie Watts qui reconnaissent ainsi ce qu'ils doivent au vieux bluesman. On retrouve aussi sur cet album quelques chansons enregistrées avec le bassiste allemand Klaus Voormann et le batteur britannique Ringo Starr, Wyman et Watts n'étant pas disponibles au moment des enregistrements. 
Cependant, la santé de Howlin' Wolf s'affaiblit et, à la fin des années 1960, il a une attaque cardiaque. En 1973, il est victime d'un accident de la route qui entraîne une blessure aux reins, puis est admis, en 1975, à l'Hôpital Edward Hines (en) d'Hines (en), dans l'Illinois, mais il continue sa carrière, autant que faire se peut. Il joue ainsi, en novembre 1975, dans l'amphithéâtre de Chicago, avec d'autres bluesmen dont B.B. King. Il meurt le 10 janvier 1976 d'un cancer des reins. Il est enterré au cimetière d'Oakridge (en) à Hillside dans l'Illinois.

## Style musical
Howlin' Wolf est très tôt une vedette du blues et l'enregistrement de ses premiers disques, à l'âge de quarante et un ans, ne fait que confirmer son succès en lui permettant de toucher une population plus importante. Ses compositions personnelles comme Killin' Floor sont appréciées, mais aussi ses interprétations des morceaux écrits par Willie Dixon.

### Jeu de guitare
Howlin' Wolf  est un des premiers bluesmen à électrifier sa guitare, qui produit souvent un son sursaturé. Bien qu'il ait appris le blues à une période où les bluesmen improvisaient leurs morceaux à partir d'un répertoire commun, il se démarque de cette approche en cherchant l'originalité dans ses arrangements.

### Chant
Grâce à sa voix puissante et rocailleuse, ponctuée de phrases d'harmonica, de gémissements ou de hurlements imitant le cri du loup, Howlin’ Wolf s’est créé un style facilement reconnaissable. D'ailleurs, même si c'est aussi un joueur de guitare, il s'entoure d'autres guitaristes pour se concentrer sur son chant « exceptionnel ». La voix de Howlin'Wolf est particulière et diverses hypothèses ont été émises pour l'expliquer. Selon certains, il parviendrait à resserrer sa gorge pour chanter deux notes simultanément, selon d'autres la singularité de sa voix serait due à une maladie infantile qui aurait touché ses cordes vocales. Le résultat est qu'il met ainsi particulièrement en valeur les titres que Willie Dixon lui écrit. C'est ce chant âpre, avec  une voix forte et déchirante, qui va marquer fortement les jeunes musiciens anglais et influencer le rock 'n' roll, mais aussi les chanteurs des premiers groupes de hard rock comme Robert Plant de Led Zeppelin ou Ozzy Osbourne de Black Sabbath.

## Jeu de scène
L'art de Howlin' Wolf apparaît aussi dans ses prestations scéniques, qualifiées de « tragique(s) et incantatoires(s) », qui en font une véritable bête de scène. S'il est influencé par le jeu de Charley Patton, il développe un style qui lui est propre et il joue sur la scène le rôle d'un homme torturé, en proie à de vives douleurs, le rôle d'un homme qui éprouve la réalité du blues. L'âpreté de son chant correspond à celle de son jeu de scène, fruste et rugueux. Sa taille et son poids imposent naturellement sa présence sur scène, mais il ne se contente pas de cela ; Howlin' Wolf bouge, saute sur la scène, marche à quatre pattes tel un loup pour assurer un spectacle qui puisse ravir les spectateurs. Cela passe parfois par des improvisations grivoises, « Let me hump you, baby », faites en regardant des femmes dans la salle.

## Influence
Howlin' Wolf a influencé de nombreux musiciens, blancs comme noirs, anglais ou américains, comme les membres du groupe Cream qui a repris Sittin' on Top of the World, ceux du Grateful Dead, les Rolling Stones avec qui il a joué en 1965 dans l'émission de télévision Shindig, The Yardbirds, Jimi Hendrix, Stevie Ray Vaughan, John Fogerty, Johnny Shines, Little Wolf, Captain Beefheart, Jack White, etc.
La chanson Who’s Been Talkin de Howlin' Wolf, écrite en 1957 préfigure le titre Gypsy Queen de Peter Green, composition popularisée par Carlos Santana.
Le chanteur Francis Cabrel cite Howlin' Wolf comme une de ses références musicales dans la chanson Cent Ans de Plus sur l'album Hors-saison (1999).

## Discographie

### 78 et 45 tours
| Année  | Face A (référence d'enregistrement) | Face B (référence d'enregistrement) | Référence du disque |
| ------ | ----------------------------------- | ----------------------------------- | ------------------- |
| 1951   | Moanin' At Midnight (U 83)          | How Many More Years (U 84)          | Chess 1479          |
| 1951   | Riding In The Moonlight (MM 1674)   | Morning At Midnight (MM 1677)       | RPM 333             |
| 1951   | Passing By Blues (MM 1684)          | Crying At Daybreak (MM 1685)        | RPM 340             |
| 1951   | My Baby Stole Off (MM 1748)         | I Want Your Picture (MM 1749)       | RPM 347             |
| 1951   | The Wolf Is At Your Door (F 1004)   | Howlin' Wolf Boogie (F 1005)        | Chess 1497          |
| 1952   | Getting Old And Grey (U 7426)       | Mr. Highway Man (U 7427)            | Chess 1510          |
| 1952   | Saddle My Pony (1028)               | Worried All The Time (1029)         | Chess 1515          |
| 1952   | Oh, Red!! (1037-3)                  | My Last Affair (1038-2)             | Chess 1528          |
| 1953   | All Night Boogie (U 7565)           | I Love My Baby (U 7566)             | Chess 1557          |
| 1954   | No Place To Go (U7618)              | Rockin' Daddy (U7621)               | Chess 1566          |
| 1954   | Evil Is Goin' On (U7658)            | Baby How Long? (U7657)              | Chess 1575          |
| 1954   | I'll Be Around (U7740)              | Forty Four (U7741)                  | Chess 1584          |
| 1955   | Who Will Be Next (U7795)            | I Have A Little Girl (U7796)        | Chess 1593          |
| 1955   | Come To Me Baby (U7798)             | Don't Mess With My Baby (U7799)     | Chess 1607          |
| 1955   | Smokestack Lightning (U7985)        | You Can't Be Beat (U7986)           | Chess 1618          |
| 1956   | I Asked For Water (8175)            | So Glad (8176)                      | Chess 1632          |
| 1956   | Going Back Home (8352)              | My Life (8354)                      | Chess 1648          |
| 1957   | Somebody In My Home (8530)          | Nature (8531-4)                     | Chess 1668          |
| 1957   | Poor Boy (8616)                     | Sittin' on Top of the World (8618)  | Chess 1679          |
| 1958   | I Didn't Know (8774)                | Moanin' For My Baby (8775)          | Chess 1695          |
| 1958   | I'm Leaving You (9150)              | My Life (9152)                      | Chess 1712          |
| 1958   | Howlin' Blues (8780)                | I Better Go Now (9272)              | Chess 1726          |
| 1959   | I've Been Abused (9583)             | Mr. Airplane Man (9586)             | Chess 1735          |
| 1959 ? | You Gonna Wreck My Life (U7618)     | The Natchez Burning (8178)          | Chess 1744          |
| 1959 ? | Who's Been Talking? (8528)          | Tell Me (8529)                      | Chess 1750          |
| 1960   | Spoonful (10265)                    | Howlin' For My Darling (9584)       | Chess 1762          |
| 1960   | Back Door Man (10264)               | Wang Dang Doodle (10263)            | Chess 1777          |
| 1961   | Little Baby (10913)                 | Down In The Bottom (10917)          | Chess 1793          |
| 1961   | Shake For Me (10937)                | The Red Rooster (10938)             | Chess 1804          |
| 1961   | You'll Be Mine (11377)              | Goin' Down Slow (11380)             | Chess 1813          |
| 1961   | Just Like I Treat You (11378)       | I Ain't Superstitious (11379)       | Chess 1823          |
| 1962   | Mama's Baby (11974)                 | Do The Do (11975)                   | Chess 1844          |
| 1964   | Love Me Darlin' (13417)             | My Country Sugar Mama (13419)       | Chess 1911          |
| 1964   | Killing Floor (13418)               | Louise (1923)                       | Chess 1923          |
| 1965   | Tell Me What I've Done (13883)      | Ooh Baby, Hold Me (13885)           | Chess 1928          |
| 1964   | I Walked From Dallas (13882)        | Don't Laugh At Me (1388)            | Chess 1945          |
| 1966   | New Crawlin' King Snake (14641)     | My Mind Is Ramblin' (14642)         | Chess 1968          |
| 1967   | Pop It To Me (15816)                | I Had A Dream (15817)               | Chess 2009          |
| 1969   | Tail Dragger (17622)                | Evil (17633)                        | Chess (Cadet) 70013 |
| 1969   | Mary Sue (17979)                    | Hard Luck (17980)                   | Chess 2081          |
| 1969   | I Smell A Rat (19852)               | Just As Long (18913)                | Chess 2108          |
| 1971   | Do The Do (18697)                   | The Red Rooster (18689)             | Chess 2118          |

### Albums studios et EP
- 1957 :  Rhythm and Blues with Howlin' Wolf. EP édité au Royaume-Uni reprenant sur la première face Come To Me Baby et Don't Mess With My Baby (Chess 1607) et sur la seconde Smokestack Lightning et You Can't Be Beat (Chess 1618).
- 1959 : Moanin' in the Moonlight. Le premier album de Howlin' Wolf.
- 1961 : Rhythm & Blues Showcase Vol. II. Cet EP est une compilation anglaise de quatre artistes : Jimmy McCracklin interprète The Walk, Howlin' Wolf joue You Gonna Wreck My Life (qui est le nouveau titre de la chanson No Place To Go), Muddy Waters interprète Messin' With The Man et Little Walter I Got To Find My Baby.
- 1962 :
  - Howlin’ Wolf, The Rockin' Chair album. En France, l'album sort chez Barclay (référence : 84102 S, sous le titre Les rois du Rhythm'n' Blues : Howlin' Wolf.  Dans cet album se trouve la chanson Who’s Been Talkin qui préfigure le titre Gypsy Queen[Lequel ?]
  - Howlin' Wolf Sings The Blues. Au fil des rééditions, cet album change de nom et devient Big City Blues ou Original Folk Blues : Howling Wolf. À côté de titres déjà parus en 78 tours, le disque propose pour la première fois des morceaux jamais édités (Worried About My Baby, Brown Skin Woman, House Rockin' Boogie, Keep What You Got et Dog Me Around.
- 1963 :
  - Howlin’ Wolf : Smokestack Lightning. EP sorti au Royaume-Uni comprenant les titres Smokestack Lightnin' (Chess 1618) et Howlin' For My Baby (Chess 1772) sur la face A et Goin' Down Slow et You'll Be Mine (Chess 1813) sur la face B. Le désir grandissant des jeunes Anglais d'écouter du blues - et plus particulièrement le morceau Smokestack Lightnin' - pousse la maison de disques Pye à sortir cet EP[16].
  - Howlin’ Wolf. EP comprenant six morceaux précédemment sortis en 78 tours.
- 1964 : Howlin’ Wolf : Tell me. EP anglais reprenant quatre titres précédemment sortis en 45 tours aux États-Unis.
- 1965 : The Real Folk Blues (Album).
- 1966 : Howlin’ Wolf : The Real Folk Blues. EP anglais reprenant quatre titres précédemment sortis en 45 tours aux États-Unis.
- 1967 : More Real Folk Blues. Album comprenant entre autres cinq titres inédits : Just My Kind, I've Got A Woman, Work For Your Money, Neighbors et I'm The Wolf.
- 1968 : The Super Super Blues Band. Album du supergroupe formé par Howlin' Wolf, Muddy Waters, et Bo Diddley.
- 1969 :
  - The Howlin' Wolf Album. Album  enregistré pour le label Cadet concept de Chess Records.
  - Memphis Blues : Anthology of the Blues. Cette anthologie propose plusieurs titres de différents chanteurs (Joe Hill Louis, Big Walter Horton, Bobby Bland, Junior Parker, Willie Nix et Howlin' Wolf). Trois des quatre titres interprétés par Howlin' Wolf sont des inédits : I' m the Wolf, The Sun is Rising, My Friends (Stealing my Clothes).
- 196? : Howlin' Wolf. Sorti sur le label Python Records.
- 1971 :
  - The London Howlin’ Wolf Sessions. Album réalisé avec Eric Clapton, Steve Winwood, Bill Wyman, Charlie Watts, Ringo Starr, Klaus Voormann, etc.
  - Message to the Young (Album).
  - Going Back Home (Album).
  - Muddy Waters, Little Walter, Howlin' Wolf: We Three Kings. Le disque est surtout consacré à Muddy Waters, la part de Howlin' Wolf se limitant à trois titres sortis chez Chess.
- 1972 :
  - Chester Burnett aka Howlin' Wolf. Double album.
  - Howlin' Wolf: Live And Cookin' (Album) At Alice's Revisited.
- 1973 :
  - Memphis Blues At Sunshine. Anthologie avec un seul titre de Howlin' Wolf How Many More Years dans une version inédite alternative.
  - Howlin' Wolf: The Back Door Wolf (Album).
  - Genesis vol. 2 : The Beginnings of Rock: From Memphis to Chicago. Anthologie en quatre albums. Le deuxième compte deux morceaux inédits : Mama died and left me et I'm not Joking et le quatrième disque Break of day.
- 1974 : Blues for Mr Crump. Anthologie comprenant plusieurs titres de Howlin' Wolf dont l'inédit Driving the Highway.
- 1975 : Change My Way (Album).
- 1976 : Sun - The Roots of Rock, Volume 1. Anthologie avec une prise alternative inédite de Highway Man.
- 1977 :
  - Sun - The Roots of Rock, Volume 2. Album consacré à Howlin' Wolf et Little Milton. Sept des huit morceaux de Wolf sont inédits : California Blues, California Boogie, Wine Blues, My Troubles And Me, Look-A-Here (Baby), Decoration Day, Well That's All Right.
  - The Legendary Sun Performers: Howlin' Wolf. Compilation de seize titres de Howlin' Wolf dont huit inédits : My Baby Walked Off, Smile At Me, Bluebird, Everybody's In The Mood, Chocolate Drop, Come Back Home (3e prise), Dorothy Mae (première prise), Sweet Woman (I Got A Woman).
  - Chicago Blues : 1952-1957. Compilation présentant plusieurs chanteurs de blues. Deux titres de Howlin' Wolf sont présents dont Dorothy Mae (deuxième prise inédite).
- 1979 :
  - Howlin' Wolf : Heart Like Railroad Steel Memphis & Chicago Blues 1951-57. Album constitué d'inédits excepté un titre. S'y trouvent Highway My Friend, Hold Your Money, Streamline Woman, California Blues, Stay Here 'til My Baby Comes Back Home, Crazy 'bout You Baby, You Ought To Know, Nature (prise alternative), Walk To Camp Hall, My Baby Told Me.
  - Howlin' Wolf: Can't Put Me Out Chicago 1956-72. Album constitué d'inédits excepté deux titres. S'y trouvent Can't Put Me Out, Commit A Crime, Somebody In My Home (prise alternative), Getting Late, My People's Gone, Long Green Stuff, Joy To My Soul, Dust My Broom, Big House (version live jouée le 26 janvier 1972).
  - From Early 'Til Late : Unissued & Alternate Recordings 1948-1968. Quinze titres dont neuf inédits :  I'm Leavin' You, Midnight Blues (quatrième prise) , I Better Go Now (troisième prise), I Didn't Know, Can't Put Me Out (troisième prise 3), Rollin' And Tumblin', I've Been Abused (prise alternative), Tired Of Crying, Poor Wind That Never Change.
- 1982 : Ridin' in the moonlight. Seule la chanson éponyme est inédite sur les seize que compte l'album.
- 1984 : Walk That Walk. Album constitué uniquement de prises alternatives des titres I've Been Abused, I'm Leaving You, Howlin' For My Baby, Nature, Moaning For My Baby, Wolf In The Mood (instrumental), Mr. Airplane Man, I Better Go Now.
- 1989 : Cadillac Daddy : Memphis Recordings, 1952. Album de douze titres dont cinq sont des prises alternatives : My Last Affair (première prise), Oh Red! (deuxième prise), Come Back Home (première prise), Color And Kind, Drinkin' C.V. Wine.
- 1990 : Cadillac Daddy : Memphis Recordings, 1952. Trois titres inédits sous cette forme : Oh Red! (deuxième prise), How Many More Years, Baby Ride With Me.
- 1991 :
  - The Memphis Days : The definite edition Vol. 2. Deux titres inédits sous cette forme :  How Many More Years, Baby Ride With Me.
  - The Chess box. Coffret de 3 CD qui couvre sa carrière chez Chess Records de 1951 à 1973. S'y trouvent les titres I'm The Wolf, Ain't Goin' Down That Dirt Road.
- 1994 : Ain't Gonna Be Your Dog. Double CD avec un titre inédit sur le premier CD ( Poor Boy (prise alternative)) et cinq titres sur le second CD ( Tail Dragger (prise alternative), The Big House, I Ain't Gonna Be You Dog No More (acoustique), Woke Up This Morning (acoustique), Ain't Going Down That Dirt Road.
- 2002 : Moanin' At Midnight :The Memphis recordings. Comprend les démos en versions acétates de Riding In The Moonlight à côté de seize autres titres.
- 2003 : Alan Lomax - Blues Songbook. Compilation présentant plusieurs artistes. Le titre choisi pour Howlin' Wolf est Dust My Broom (version enregistrée en concert en août 1966 au Newport Folk Festival, inédite).
- 2011 : Smokestack Lightning: The Complete Chess Masters 1951-1960. Quatre CD (Hip-O Select).

### Albums en concert
- 1963 : Folk Festival Of The Blues. Sur cet enregistrement d'un festival organisé le 26 juillet 1963, on trouve deux morceaux joués par Howlin' Wolf : Sugar Mama et May I Have A Talk With You.
- 1964 : American Folk Blues Festival '64. Enregistré le 9 octobre 1964. Howlin' Wolf y joue Dust My Broom.
- 1973 : Ann Arbor Blues & Jazz Festival 1972. Enregistré le 10 septembre 1972. Howlin' Wolf y joue  Highway 49.
- 1982 : Howlin' Wolf Live In Europe 1964. Enregistré le 6 novembre 1964.

## Récompenses
En 1972, il est intronisé docteur Honoris causa de l'université Columbia à Chicago.
En 1975, il est récompensé au festival de jazz de Montreux pour son album Back Door Wolf.
En 1980 Howlin' Wolf est inscrit au Blues Hall of Fame et en 1991 au Rock and Roll Hall of Fame.